# Samira Rafaela

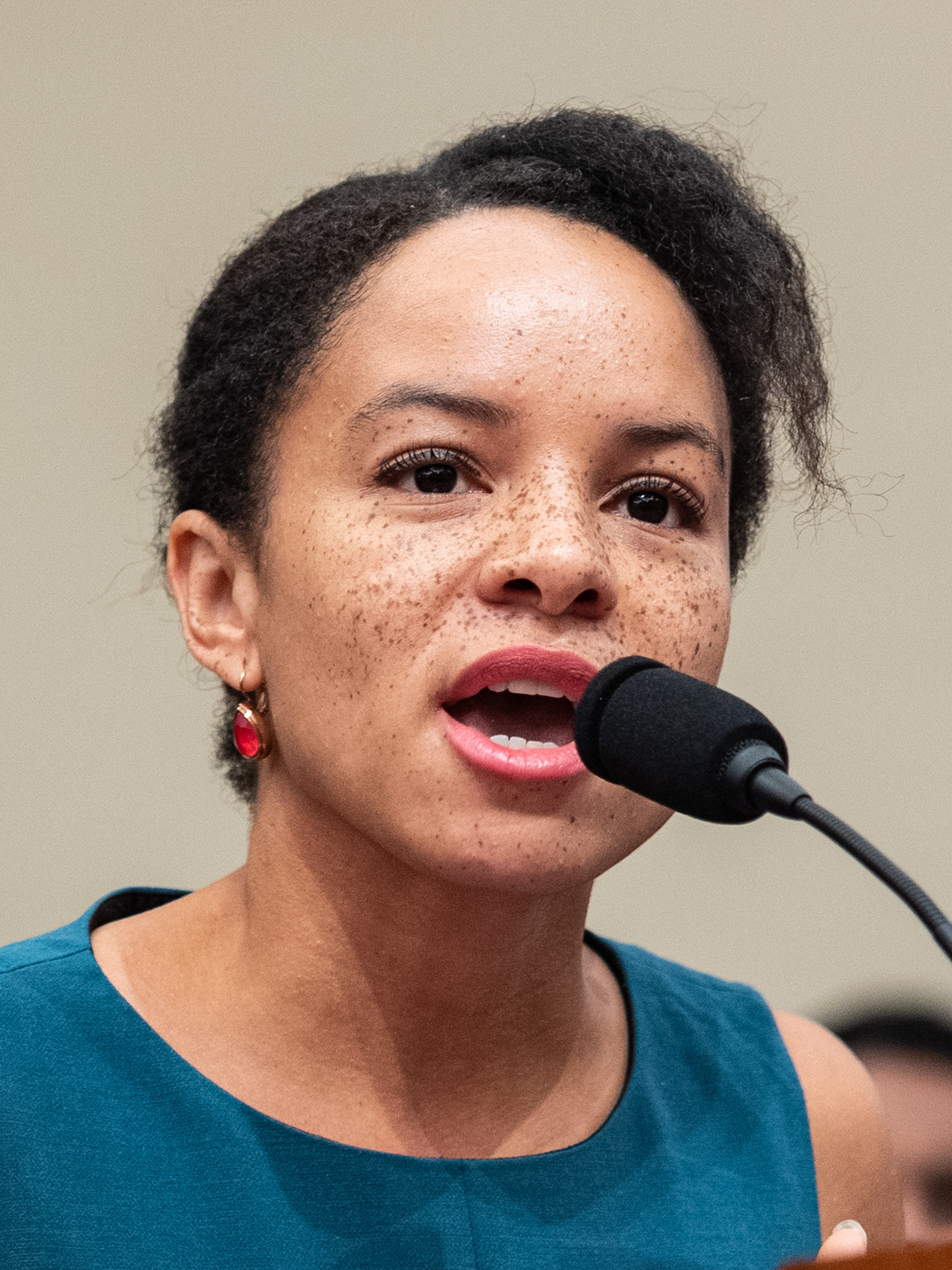
Samira Rafaela (2019)

Samira Rafaela (geboren am 11. Februar 1989 in Zoetermeer) ist eine niederländische Politikerin (D66). Von 2019 bis 2024 war sie Mitglied des Europäischen Parlaments als Teil der Fraktion Renew Europe.

## Leben

### Jugend und Ausbildung
Samira Rafaela wurde am 11. Februar 1989 in Zoetermeer geboren und wuchs mit ihrer jüdischen, niederländisch-curaçaoanischen Mutter ab 1992 in Uitgeest auf. Ihr Vater war ghanaisch-nigerianischer Abstammung und ein praktizierender Muslim. Sie betrachtet sich selbst als progressive, liberal-feministische Muslimin. Nach ihrer Schulausbildung am Bonhoeffer College in Castricum studierte sie von 2007 bis 2010 öffentliche Verwaltung an der Universität Leiden. Sie forschte zu den Ursachen von Radikalisierung und Terrorismus und erwarb 2010/11 einen Master-Abschluss in Krisen- und Sicherheitsmanagement an der gleichen Universität.
Nach ihrem Studium arbeitete Rafaela als von 2013 bis 2016 als Politik- und Verwaltungsberaterin für die Stadt Amsterdam. Im Jahr 2016 wechselte sie zur niederländischen Polizei, wo sie als nationale Projektleiterin für den Bereich Inklusion zuständig war.

### Politik
Rafaela engagierte sich seit langem für die sozialliberale Jugendorganisation Jonge Democraten, vor allem in den Bereichen Diversität und Inklusion. 2013 trat sie der sozialliberalen Partei Democraten 66 (D66) bei.
Für die Europawahl 2019 nominierte ihre Partei sie für den dritten Listenplatz. Rafaela warb für sich als eine von wenigen Kandidierenden auch auf den zum Königreich der Niederlande (und damit wahlberechtigten) BES-Inseln (Bonaire, St. Eustatius, Saba) und auf Curaçao.
Bei der Wahl verlor D66 deutlich an Stimmen (minus 8,4 Prozent), konnte mit 7 Prozent aber noch zwei der 26 niederländischen Mandate gewinnen. Rafaela erhielt 32.510 Vorzugsstimmen, sodass sie den Listenplatzzweiten, Raoul Boucke, überholte und ins Europaparlament einzog. Sie ist die erste niederländische Abgeordnete mit afrokaribischen Wurzeln. Rafaela trat gemeinsam mit ihrer Parteikollegin Sophie in ’t Veld der neugegründeten liberalen Fraktion Renew Europe bei. Für die Fraktion ist sie in der 9. Wahlperiode des Parlaments Mitglied im Ausschuss für internationalen Handel sowie im Ausschuss für die Rechte der Frauen und die Gleichstellung der Geschlechter. Des Weiteren ist sie stellvertretendes Mitglied im Ausschuss für Beschäftigung und soziale Angelegenheiten und im Unterausschuss Menschenrechte.
Maïa de La Baume schrieb 2020 auf Politico.eu, dass Rafaela eine neue politische Stoßrichtung des Europäischen Parlaments im Bereich des Handelsverträge symbolisiere. Auch sie als liberale Politikerin würde dafür werben, Themen wie Menschenrechte und Umweltschutz in internationale Handelsverträge einzubauen. Des Weiteren engagiert sich Rafaela für eine stärkere Repräsentation von nicht-weißen und jüngeren Menschen im Europaparlament. Unter anderem gehört sie zu einer Gruppe von Abgeordneten, die für eine Möglichkeit auf Elternzeit für Europaabgeordnete werben.
2020 erhielt Rafaela den jährlich vergebenen Harper’s Bazaar Women of the Year International Award. Nominiert waren auch Barbara Boomsma, Fidan Ekiz und Alexandria Ocasio-Cortez.